# Snojachestvo

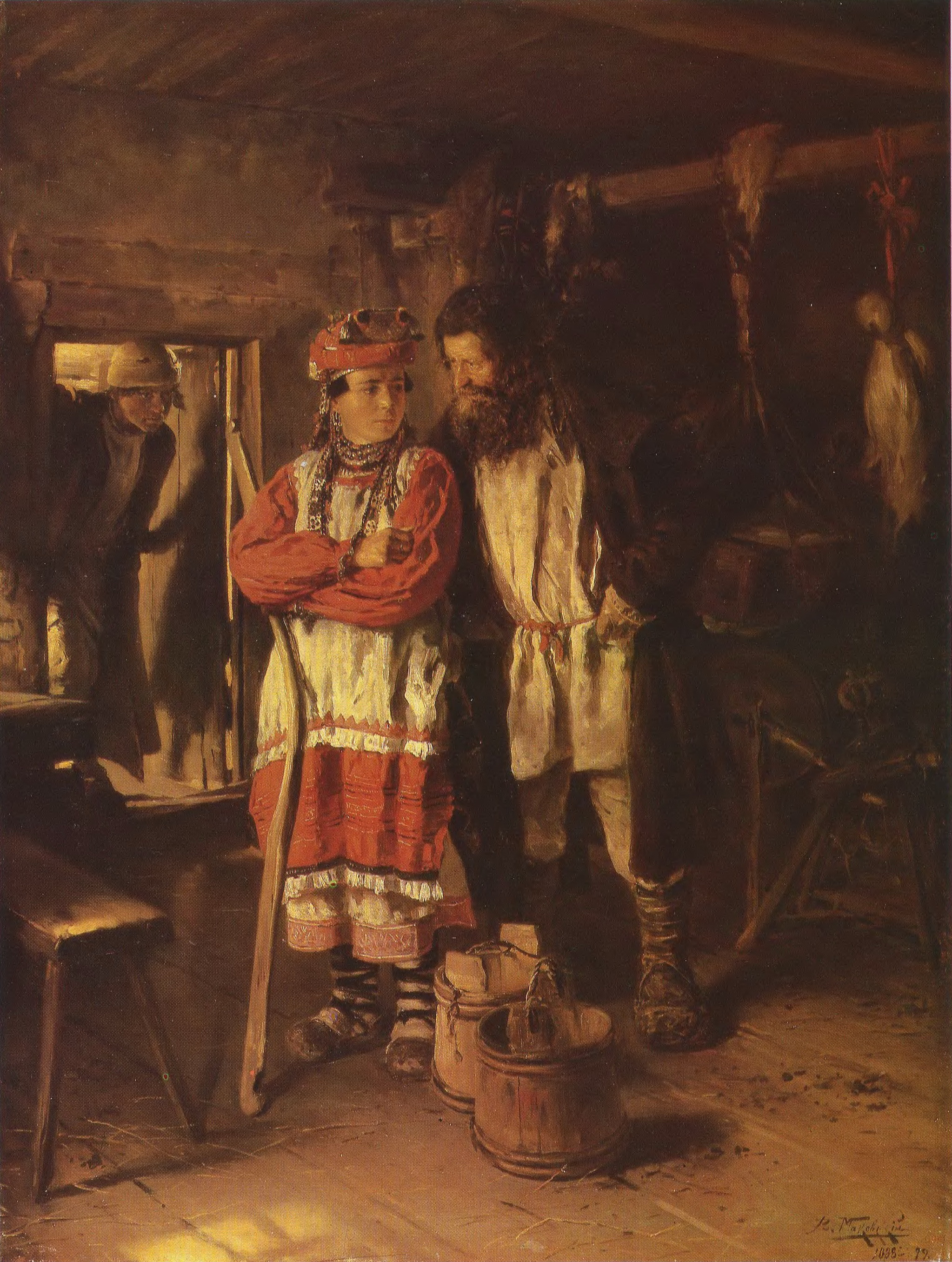
El suegro, cuadro de Vladimir Makovsky de 1888

En el Imperio ruso y más tarde en Rusia,  snojachestvo (en ruso: снохачество) se refería a las relaciones sexuales entre un pater familias (bolshak) de una familia campesina rusa (dvor) y su nuera (snoja) durante la minoría de edad o ausencia de su hijo.
Con el fin de atraer trabajadores adicionales al hogar, los matrimonios en la Rusia rural se celebraban frecuentemente cuando el novio tenía seis o siete años. Durante la minoría de edad de su marido, la novia a menudo tenía que tolerar los avances de su autoritario suegro. Por ejemplo, a mediados del siglo XIX en la Gobernación de Tambov, los niños de 12 o 13 años solían casarse con chicas de 16 o 17 años. Los padres de los muchachos concertaban este tipo de matrimonios para aprovecharse de la falta de experiencia de sus hijos. El Snojachestvo generaba conflictos en la familia y ejercía presión moral sobre la suegra, quien generalmente trataba a la esposa de su hijo como una rival por el afecto de su propio marido.
El snojachestvo era considerado incestuoso por la Iglesia Ortodoxa Rusa e indecoroso por la obshchina, la comunidad rural. Legalmente se consideraba una forma de violación y se castigaba con quince a veinte latigazos. Dada su naturaleza y connotación moral, los casos de snojachestvo no se hacían públicos y el delito permanecía latente, lo que constituye una dificultad a la hora de evaluar su verdadera extensión en el Imperio Ruso.
Uno de los primeros escritores rusos que denunció el snojachestvo fue Alexander Radishchev, quien lo describió como una forma de "degradación sexual" y una consecuencia de la servidumbre rusa. En el siglo XIX, la práctica experimentó un resurgimiento debido al reclutamiento obligatorio y "la partida estacional de jóvenes para trabajar fuera de la aldea". 
El snojachestvo siguió siendo un abuso relativamente extendido incluso después de la abolición de la servidumbre en 1861. El jurista Vladimir Dmitrievich Nabokov se lamentaba de que "en ninguna parte, excepto en Rusia, al menos una forma de incesto ha asumido el carácter de un fenómeno cotidiano casi normal, designado con el término técnico apropiado". El escritor Naródnik Gleb Uspensky, al tiempo que deploraba la difícil situación de las jóvenes campesinas, simpatizaba con "las necesidades emocionales y físicas del hombre campesino maduro". 

## Snokhachestvo en las artes
Hay connotaciones sexuales en la relación entre Katerina y su suegro en la ópera de Shostakovich de 1934, Lady Macbeth del distrito de Mtsensk, pero no en la historia de 1865 en la que se basa.
En 1927, Olga Preobrazhenskaia, "la principal directora de películas de ficción [Soviéticas] de los años veinte", y su codirector, Ivan Pravov, estrenaron una película condenando el snojachestvo . Titulada Las campesinas de Riazán (en ruso, Baby ryazanskie), la película muda trata sobre la violación y el embarazo de una mujer cuyo marido está ausente en la Primera Guerra Mundial. El violador es su suegro, y la mujer, dominada por la vergüenza, se ahoga cuando su marido regresa de la batalla.